# 圣茹安-布吕讷瓦勒
圣茹安-布吕讷瓦勒（法語：Saint-Jouin-Bruneval，法語發音：[sɛ̃ ʒwɛ̃ bʁynval]）是法国滨海塞纳省的一个市镇，属于勒阿弗尔区。该市镇于1823年由原市镇圣茹安（Saint-Jouin）和布吕讷瓦勒（Bruneval）合并而成。

## 地理
圣茹安-布吕讷瓦勒（49°38'36"N, 0°9'46"E）面积18.82 平方千米，位于法国诺曼底大区滨海塞纳省，该省份为法国北部沿海省份，其西部及北部濒大西洋英吉利海峡，东起顺时针与索姆省、瓦兹省、厄尔省和卡爾瓦多斯省接壤。
与圣茹安-布吕讷瓦勒接壤的市镇（或旧市镇、城区）包括：滨海科维尔、戈讷维尔拉马莱、厄克维尔、马讷维莱特、圣玛丽欧博斯克、圣马丹迪贝克。
圣茹安-布吕讷瓦勒的时区为UTC+01:00、UTC+02:00（夏令时）。

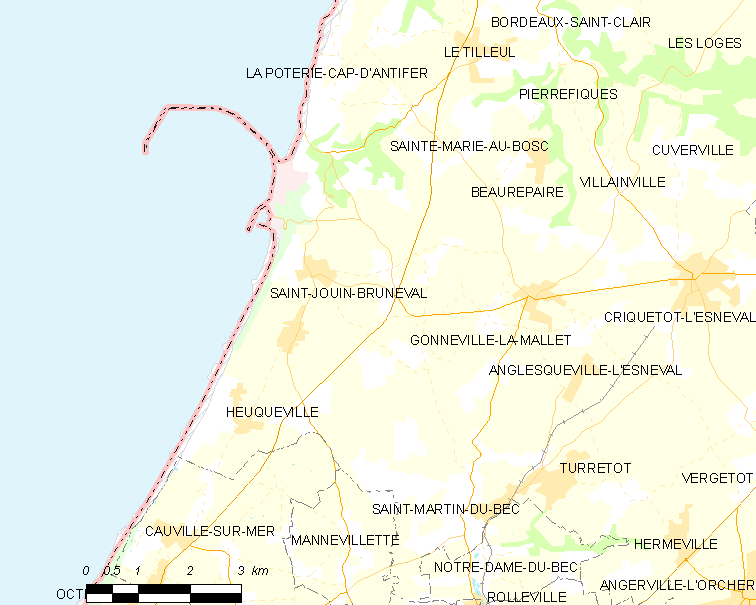
圣茹安-布吕讷瓦勒的OSM定位图

## 行政
圣茹安-布吕讷瓦勒的邮政编码为76280，INSEE市镇编码为76595。

## 政治
圣茹安-布吕讷瓦勒所属的省级选区为滨海奥克特维尔县。

## 人口

1962-2008年间圣茹安-布吕讷瓦勒人口变化图示

圣茹安-布吕讷瓦勒于2022年1月1日时的人口数量为1822人。